# Double Trouble (álbum de Elvis Presley)
Double Trouble es el vigésimo noveno álbum de estudio del músico y cantante estadounidense Elvis Presley, publicado por la compañía discográfica RCA Victor en junio de 1967. El álbum, que sirvió de banda sonora de la película homónima, fue grabado en los Radio Recorders y los MGM Studios de Hollywood, California los días 28, 29 y 30 de junio de 1966. Alcanzó el puesto 47 en la lista estadounidense Billboard 200.

## Contenido
Presley había insistido siempre en trabajar en el ambiente confortable de un estudio de grabación, evitando en la medida de lo posible los grandes estudios de cine, pero los ejecutivos de MGM, con un ojo en los presupuestos, insistieron en trasladar la grabación de la banda sonora después de la primera noche a un estudio de sonido cinematográfico. Un Elvis frutrado obedeció al principio, pero tras cantar «Long Legged Girl (with the Short Dress On», Presley abandonó las sesiones enfadado. La canción fue publicada como sencillo a finales de abril, antes del estreno de la película, y alcanzó el puesto 63 en la lista Billboard Hot 100. 
Después de su entusiasmo por su anterior trabajo, How Great Thou Art, de canciones gospel, la apresurada banda sonora devolvió a Presley a una rutina deprimente para el músico en la producción de películas que obtenían paulatinamente menos éxito de taquilla. Incluso la fecha de lanzamiento de Double Trouble fue contraproducente, al coincidir con la publicación del álbum de The Beatles Sgt. Pepper's Lonely Hearts Club Band.
Nueve canciones fueron grabadas para la película, llegando a una duración de escasos diecisiete minutos, demasiado corto para un LP. Para aumentar la duración del disco, se añadieron tres canciones de unas sesiones grabadas en mayo de 1963. Dos de ellas ya habían sido publicadas como sencillos, «Never Ending» y «Blue River».

## Lista de canciones
| Cara A |                                              |                                        |          |  |
| N.º    | Título                                       | Escritor(es)                           | Duración |  |
| 1.     | «Double Trouble»                             | Doc Pomus, Mort Shuman                 | 1:38     |  |
| 2.     | «Baby, If You'll Give Me All of Your Love»   | Joy Byers                              | 1:47     |  |
| 3.     | «Could I Fall in Love»                       | Randy Starr                            | 1:42     |  |
| 4.     | «Long Legged Girl (With the Short Dress On)» | Leslie McFarland, Walter Scott         | 1:27     |  |
| 5.     | «City by Night»                              | Bill Giant, Bernie Baum, Florence Kaye | 3:04     |  |
| 6.     | «Old MacDonald»                              | Randy Starr                            | 2:04     |  |

| Cara B |                                 |                            |          |  |
| N.º    | Título                          | Escritor(es)               | Duración |  |
| 1.     | «I Love Only One Girl»          | Sid Tepper, Roy C. Bennett | 1:52     |  |
| 2.     | «There Is So Much World to See» | Randy Starr                | 1:53     |  |
| 3.     | «It Won't Be Long»              | Ben Weisman, Sid Wayne     | 1:44     |  |
| 4.     | «Never Ending»                  | Buddy Kaye, Phil Springer  | 1:57     |  |
| 5.     | «Blue River»                    | Paul Evans, Fred Tobias    | 1:32     |  |
| 6.     | «What Now, What Next, Where To» | Hal Blair, Don Robertsonn  | 1:56     |  |

## Personal
- Elvis Presley − voz
- The Jordanaires − coros
- Richard Noel − trombón
- Boots Randolph − saxofón
- Butch Parker, Mike Henderson − saxofón ("City by Night")
- Pete Drake − pedal steel guitar
- Scotty Moore − guitarra eléctrica
- Tiny Timbrell − guitarra acústica
- Mike Deasy − guitarra eléctrica ("City by Night")
- Charlie McCoy − armónica
- Floyd Cramer − piano
- Bob Moore − contrabajo
- Jerry Scheff − bajo ("City by Night")
- D. J. Fontana, Buddy Harman − batería
- Toxey Sewell − batería ("City by Night")

## Posición en listas
| País           | Lista                | Posición |
| -------------- | -------------------- | -------- |
| Estados Unidos | Billboard Pop Albums | 47       |